# Chã de Tanque
Chã de Tanque ist eine Stadt in westlichen-zentralen Teil der Insel Santiago im atlantischen Inselstaat Kap Verde. Der Ort gehört zur Kommune Santa Catarina. 2010 hatte der Ort 1.164 Einwohner.

## Geographie
Der Ort liegt 4 km westlich von Assomada, an der Straße nach Rincão auf einer Höhe von ca. 260 m. Seit 2008 befindet sich dort das Museu da Tabanca. Es ist dem Musikstil Tabanka gewidmet.

## Persönlichkeiten
- Gil Semedo, Sänger